# Marième Faye Sall
Marième Faye Sall, aussi appelée Marème Faye Sall est une personnalité publique sénégalaise. Elle est la Première dame du Sénégal, entre 2012 et 2024,,, la première Sénégalaise, noire et musulmane, les trois Premières dames précédentes étant d'origine française ou libanaise,,,,.

## Biographie

### Enfance, éducation et débuts
Marieme Faye nait dans la ville de Saint-Louis, au Sénégal, et est la quatrième des huit enfants de sa famille. Selon sa biographie officielle, elle est de double ascendance peule et sérère. Elle fréquente l'école primaire à Saint-Louis avant de déménager avec sa famille à Diourbel, une ville de la région de Diourbel, au centre du Sénégal. À l'issue de sa scolarité secondaire, elle obtient un diplôme de lycée technique. Elle s'inscrit ensuite à l'Institut supérieur de technologie de l'université Cheikh-Anta-Diop, où elle étudie le génie électrique, mais n'obtient pas de diplôme. Elle quitte l'université après la naissance de son premier enfant.
Marieme Faye Sall rencontre Macky Sall en 1992 alors qu'elle est encore au lycée. Elle abandonne ses études en 1995 à la suite de son mariage et de la naissance de son premier enfant,. Le couple a trois enfants.
Pendant la campagne présidentielle de 2012 de son mari contre le président sortant Abdoulaye Wade, Marieme Faye Sall tient un rôle de proche conseillère, mais reste en dehors de la planification quotidienne du parti politique de son mari, l'Alliance pour la République. Certaines publications proches du président Wade la dépeignent comme trop ambitieuse et pieuse pendant la campagne. Macky Sall remporte le scrutin lors du second tour qui a lieu le 25 mars 2012.

### Première dame du Sénégal
Marieme Faye Sall devient la quatrième Première dame du Sénégal le 2 avril 2012. Elle est la première Première dame noire du Sénégal, la première Première dame musulmane, ainsi que la première Première dame sénégalaise à être née et à avoir grandi dans le pays. Les première et troisième Premières dames du Sénégal, Colette Senghor et Viviane Wade, sont toutes deux originaires de France, tandis que l'ancienne Première dame Elisabeth Diouf épouse de l'ancien président Abdou Diouf, a un père libanais et une mère sénégalaise. Elle est surnommée « la vraie Première dame sénégalaise » par de nombreuses femmes sénégalaises.
Marieme Sall crée la Fondation Servir le Sénégal pendant son mandat de Première dame et préside le conseil d'administration de l'organisation caritative.
Son frère aîné, Mansour Faye, est ministre des Infrastructures, des Transports terrestres et du Désenclavement de 2020 à 2024 et maire de la ville de Saint-Louis.

## Décorations
- Commandeure de l'ordre national de Côte d'Ivoire[17],[18]